# Fever (Inna)
Fever è un singolo promozionale della cantante rumena Inna, estratto dal suo primo album di debutto Hot e pubblicato l'11 dicembre 2008.

## Il brano
Fever è un brano dance dal ritmo electro-house, è stato scritto e prodotto dal trio Play & Win, produttori della cantante. Il brano fu rilasciato, come il precedente brano "Left Right", sul sito web della cantante gratuitamente per un periodo limitato di due settimane. Dopo quelle settimane il brano venne reso disponibile sulle piattaforme digitali come secondo singolo promozionale del futuro album di debutto della cantante.

## Tracce
Testi e musiche di Play & Win.
1. Fever – 3:26